# Бинарни НЗД алгоритам
Бинарни НЗД алгоритам, познат и као Стајнов алгоритам, је алгоритам који проналази највећи заједнички делилац за два ненегативна цела броја. Стајнов алгоритам користи једноставније аритметичке операције него конвенционални Еуклидов алгоритам; уместо дељења, користе се аритметичка шифтовања, упоређивања и одузимања. Иако је алгоритам први пут објавио израелски физичар и програмер Џозеф Стајн 1967. године, могуће је да је коришћен још у првом веку на просторима Кине.

## Опис алгоритма
Алгоритам своди проблем налажења најмањег заједничког делиоца на понављање следећих корака:
1. нзд(0, v) = v, јер све дели нулу, и v је највећи број који дели v. Слично томе, нзд(u,0) = u. нзд(0,0) у принципу није дефинисано, али је згодно поставити нзд(0,0) = 0.
2. Ако су и u и v парни, онда нзд(u, v) = 2*нзд(u/2, v/2), јер им је 2 заједнички делитељ.
3. Ако је u парно, а v непарно, онда нзд(u, v) = нзд(u/2, v), јер им 2 није заједнички делитељ. Слично томе, ако је v парно, а u непарно, онда нзд(u, v) = нзд(u, v/2).
4. Ако су и u и v непарни, и u ≥ v, онда нзд(u, v) = нзд((u - v)/2, v). Ако су оба непарни, и u < v, онда нзд(u, v) = нзд((v - u)/2, u). Ово су комбинације једног корака једноставног Еуклидовог алгоритма, где се користи одузимање на сваком кораку и примена 3. корака. Дељење са 2 даје цео број јер је разлика два непарна броја паран број.
5. Понављати кораке 2 - 4 све док u = v, или (још један корак) све док u = 0. У оба случаја, НЗД је 2kv, где је k број заједничких фактора од 2 пронађених у кораку 2.

У најгорем случају, алгоритам има сложеност O(n2), где је n број битова већег броја. Иако се у сваком кораку смањи бар један од операнада за неки фактор од 2, операције одузимања и шифтовања имају линеарно време извршавања за веома велике целе бројеве.

## Имплементација

### Рекурзивна верзија у C-у
Следи рекурзивна имплементација алгоритма у С програмском језику, која је слична горенаведеном опису алгоритма. Користи два аргумента, u и v. Сви сем једног рекурзивног позива су репно рекурзивни.
```
unsigned
 
int
 
nzd
(
unsigned
 
int
 
u
,
 
unsigned
 
int
 
v
)

{

  
// trivijalni slucajevi (prekid programa)

  
if
 
(
u
 
==
 
v
)

    
return
 
u
;

  
if
 
(
u
 
==
 
0
)

    
return
 
v
;

  
if
 
(
v
 
==
 
0
)

    
return
 
u
;

  
// trazi faktore od 2

  
if
 
(
~
u
 
&
 
1
)
 
// u je parno

    
if
 
(
v
 
&
 
1
)
 
// v je neparno

      
return
 
nzd
(
u
 
>>
 
1
,
 
v
);

    
else
 
// u i v su parni

      
return
 
nzd
(
u
 
>>
 
1
,
 
v
 
>>
 
1
)
 
<<
 
1
;

  
if
 
(
~
v
 
&
 
1
)
 
// u je neparno, v je parno

    
return
 
nzd
(
u
,
 
v
 
>>
 
1
);

  
// smanji veci argument

  
if
 
(
u
 
>
 
v
)

    
return
 
nzd
((
u
 
-
 
v
)
 
>>
 
1
,
 
v
);

  
return
 
nzd
((
v
 
-
 
u
)
 
>>
 
1
,
 
u
);

}

```

### Итеративна верзија у C-у
Следи имплементација алгоритма у С-у, која користи два (ненегативна) цела аргумента u и v. Прво се уклоне сви заједнички фактори броја 2 користећи корак 2 (из описа), затим се рачуна НЗД преосталих бројева користећи 3. и 4. корак, а потом се све то користи како би се дошло до коначног решења.
```
unsigned
 
int
 
nzd
(
unsigned
 
int
 
u
,
 
unsigned
 
int
 
v
)

{

  
int
 
shift
;

  
/* nzd(0, v) == v; nzd(u,0) == u, nzd(0,0) == 0 */

  
if
 
(
u
 
==
 
0
)
 
return
 
v
;

  
if
 
(
v
 
==
 
0
)
 
return
 
u
;

 

  
/* Neka shift := lg K, gde je K najveci stepen dvojke koji deli i u i v. */

  
for
 
(
shift
 
=
 
0
;
 
((
u
 
|
 
v
)
 
&
 
1
)
 
==
 
0
;
 
++
shift
)
 
{

         
u
 
>>=
 
1
;

         
v
 
>>=
 
1
;

  
}

 

  
while
 
((
u
 
&
 
1
)
 
==
 
0
)

    
u
 
>>=
 
1
;

 

  
/* Odavde pa nadalje, u je uvek neparno. */

  
do
 
{

       
/* ukloni sve faktore od 2 iz v -- nisu zajednicki */

       
/*   primedba: v nije nula, pa ce se while prekinuti */

       
while
 
((
v
 
&
 
1
)
 
==
 
0
)
  
/* Loop X (petlja X) */

           
v
 
>>=
 
1
;

       
/* Sad su i u i v neparni. Ako je neophodno, zameniti im mesta tako da u <= v,

          i onda postaviti v = v - u (sto je parno). Za velike brojeve, menjanje

          je samo pomeranje pokazivaca, i oduzimanje

          moze da se uradi na licu mesta. */

       
if
 
(
u
 
>
 
v
)
 
{

         
unsigned
 
int
 
t
 
=
 
v
;
 
v
 
=
 
u
;
 
u
 
=
 
t
;}
  
// Zameni u i v.

       
v
 
=
 
v
 
-
 
u
;
                       
// Ovde je v >= u.

     
}
 
while
 
(
v
 
!=
 
0
);

  
/* vrati zajednicke faktore od 2 */

  
return
 
u
 
<<
 
shift
;

}

```

## Ефикасност
Акхави и Вали су доказали да бинарни НЗД у просеку може бити и до 60% ефикаснији (у смислу броја операција над битовима) од Еуклидовог алгоритма.. Међутим, иако овај алгоритам надмашује традиционални Еуклидов алгоритам, његово асимптотско понашање је идентично и приметно је сложенији, захваљујући доступности инструкција дељења у свим модерним микропроцесорима.
Прави рачунари обрађују више од једног бита у истом тренутку, а чак и имплементације бинарног НЗД алгоритма у асемблеру морају да се такмиче са пажљиво дизајнираним колима за целобројно дељење. Кнут (1998) је пријавио побољшање од 20% у односу на Еуклидов алгоритам, и према једном упоређивању, највеће побољшање је било 60%, док су на неким популарним архитектурама чак и добре имплементације бинарног НЗД-а биле спорије него Еуклидов алгоритам.
У принципу, користећи имплементације бинарног НЗД-а сличне горенаведеној у С-у, добитак у брзини у односу на Еуклидов алгоритам је у пракси увек мањи него у теорији. Разлог томе је што код користи велики број гранања која су зависна од података. Многе гране могу бити уклоњене рачунајући мин(a, b) и |a-b|, користећи мешавине Булове алгебре и аритметике.
Једина грана зависна од података коју ове технике не уклањају је условна петља, означена са Loop X, која може бити замењена једном операцијом над битовима која броји јединице након нуле најмање тежине и шифтовањем.
У зависности од платформе, описана битовска операција може бити извршена једном хардверском инструкцијом или уз помоћ таблице.

### Итеративна верзија у C++ користећибројање нула са трагом
Коришћење алгоритма бројања нула са трагом може да побољша перформансе бинарног НЗД алгоритма. Случајно изабран број има експоненцијално опадајућу дистрибуцију трага нула: 0.50 их нема, 0.25 има једну нулу са трагом, 0.125 има две нуле са трагом, 0.0625 има три нуле са трагом... Итерације се чувају само ако постоје две или више нула са трагом, тако да очекивани број итерација није велики. Иако постоје ситуације где нуле са трагом много ураде у једном кораку, велика побољшања се не би могла очекивати, осим ако би бројеви имали неуобичајене особине.
```
// ctz(x) broji nule sa tragom u x

unsigned
 
int

nzd
(
unsigned
 
int
 
x
,
 
unsigned
 
int
 
y
)

{

    
if
 
(
x
 
==
 
0
)

        
return
 
y
;

    
if
 
(
y
 
==
 
0
)

        
return
 
x
;

    
unsigned
 
int
 
cf2
 
=
 
ctz
(
x
 
|
 
y
);

    
x
 
>>=
 
ctz
(
x
);

    
while
 
(
true
)

    
{

        
y
 
>>=
 
ctz
(
y
);

        
if
 
(
x
 
==
 
y
)

            
break
;

        
if
 
(
x
 
>
 
y
)

            
std
::
swap
(
x
,
 
y
);

        
if
 
(
x
 
==
 
1
)

            
break
;

        
y
 
-=
 
x
;

    
}

    
return
 
x
 
<<
 
cf2
;

}

```

## Историјски опис
Алгоритам за рачунање најмањег заједничког делиоца два броја је први пут описан у древној Кинеској математичкој књизи Девет поглавља математичке уметности. Оригинални алгоритам је био коришћен за скраћивање разломака. Опис гласи:
Ако је могуће, преполови га. У супротном, узми именилац и бројилац, одузми мањи од већег, и ради то док не постану исти. Смањуј истим бројем.
Ово изгледа као обичан Еуклидов алгоритам, али двосмисленост лежи у фрази ако је могуће, преполови га. Традиционална интерпретација говори да ово ради само онда када су оба броја са којима се почиње парни, и под тим условом ово представља само за нијансу лошију варијанту Еуклидовог алгоритма (због коришћења одузимања уместо дељења). Међутим, фраза би могла да значи да би дељењем са 2 неки од бројева могао да постане паран, при чему би то онда био бинарни НЗД.